# Aparicio Méndez
Aparicio Méndez Manfredini (Rivera, 24 de agosto de 1904 - Montevideo, 27 de junio de 1988) fue un abogado, profesor, político y dictador uruguayo. Ejerció como presidente de Uruguay desde el 1 de septiembre de 1976 hasta el 1 de septiembre de 1981, siendo el tercer presidente de la dictadura cívico-militar.

## Primeros años
Aparicio Méndez nació el 24 de agosto de 1904, en la ciudad de Rivera, al norte del país. Sus padres fueron Regino Méndez y Jacinta Manfredini Pérez, ambos alineados al Partido Nacional y que le dieron el nombre de Aparicio en honor al caudillo de dicho partido Aparicio Saravia, que en esos meses se encontraba luchando en la Revolución de 1904. Cuando nació, su padre tenía 19 años y su madre 16. Tuvo cuatro hermanos.

## Carrera
Graduado como doctor, se convirtió en especialista en derecho administrativo y profesor de dicha materia en la Facultad de Derecho de la Universidad de la República entre 1934 y 1955. Se alejó de la docencia universitaria como consecuencia de un enfrentamiento con el gremio estudiantil, que lo acusaba de hacer en clase la apología del régimen fascista de Mussolini en Italia. Sin embargo, adquirió gran prestigio, incluso internacional, como jurista. Algunos de sus libros en este campo, como La jerarquía, La teoría del órgano, y Sistemas orgánicos siguen siendo utilizados a nivel académico y universitario.
Militante en el Partido Nacional, fue integrante de la Corte Electoral en los años 1940 y ministro de Salud Pública durante el primer y segundo colegiado blanco entre 1961 y 1964. En 1971 se acercó al Movimiento Por la Patria; tras la celebración de las elecciones de noviembre de ese año, Méndez presenta un alegato de impugnación de los comicios por supuesto fraude.

## Dictadura

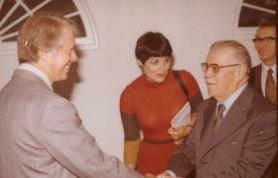
El presidente estadounidense Jimmy Carter (izquierda) saludando a Méndez en 1977.

Disuelto el Parlamento en 1973, fue nombrado por la dictadura cívico-militar miembro del Consejo de Estado, órgano con el que el régimen sustituyó a la Asamblea General. En 1974 pasó a presidir este cuerpo. 
En 1976 fue designado Presidente de la República por el Consejo de la Nación (organismo tutelado por las Fuerzas Armadas), cargo que asume el 1º de septiembre, firmando, entre otros, el Acto Institucional Nº 4 (acto que Alberto Demicheli no quiso suscribir y por la que los militares acabaron con su mandato que no llegó a los tres meses) que proscribió la participación política de 800 ciudadanos durante quince años (a todos aquellos que fueron integrantes del Parlamento, candidatos a la Presidencia o Vicepresidencia o bien miembros de los órganos ejecutivos partidarios desde el año 1966; siendo aún más dura la sanción para quienes habían figurado en cualquier lista de un partido marxista o asociado, hubiera ocupado o no un cargo).
Además, modificó el gabinete ministerial, creó el Ministerio de Justicia con las funciones administrativas que desempeñaba el Poder Judicial mediante el Acto Institucional N.º 3, organizó la Seplacodi (Secretaría de Planeamiento, Coordinación y Difusión) que sustituyó a la Oficina de Planeamiento y Presupuesto (OPP), integró formalmente el Consejo de Seguridad Nacional (COSENA) al Poder Ejecutivo y recortó la autonomía de las Intendencias Municipales ahora sometidas a un régimen de intervención.
El 19 de junio de 1977, cumpliéndose 213 años del nacimiento del héroe nacional José Gervasio Artigas, Méndez presidió la ceremonia de traslado de los restos del prócer al nuevo mausoleo en la Plaza Independencia de Montevideo, en un polémico gesto de ensalzamiento de la figura del prócer republicano para legitimar una dictadura cívico-militar.
En 1980, durante su mandato, se llevó a cabo un plebiscito que buscaba modificar la Constitución para legitimar el régimen dictatorial, el cual fue rechazado por el electorado permitiendo un lento proceso de apertura democrática. 
El 1 de septiembre de 1981 lo reemplazó ya un general, Gregorio Álvarez, exjefe del ejército.
Falleció el 27 de junio de 1988 en Montevideo, casualmente coincidiendo con el día en que se cumplía el decimoquinto aniversario del golpe de Estado.

## Ministros
Ministros que actuaron en su gobierno
| Ministerio                  | Nombre                     | Período     |
| --------------------------- | -------------------------- | ----------- |
| Interior                    | Hugo Linares Brum          | 1976 - 1979 |
| Interior                    | Manuel Núñez               | 1979 - 1981 |
| Interior                    | Yamandú Trinidad           | 1981        |
| Relaciones Exteriores       | Juan Carlos Blanco Estradé | 1976        |
| Relaciones Exteriores       | Alejandro Rovira           | 1976 - 1978 |
| Relaciones Exteriores       | Adolfo Folle Martínez      | 1978 - 1981 |
| Relaciones Exteriores       | Estanislao Valdés Otero    | 1981        |
| Economía y Finanzas         | Alejandro Végh Villegas    | 1976        |
| Economía y Finanzas         | Valentín Arismendi         | 1976 - 1981 |
| Defensa Nacional            | Walter Ravenna             | 1976 - 1981 |
| Educación y Cultura         | Daniel Darracq             | 1976 - 1981 |
| Industria y Energía         | Luis Heriberto Meyer       | 1976 - 1980 |
| Industria y Energía         | Francisco Tourreilles      | 1980 - 1981 |
| Salud Pública               | Antonio Cañellas           | 1976 - 1981 |
| Agricultura y Pesca         | Julio Eduardo Aznárez      | 1976        |
| Agricultura y Pesca         | Luis Heriberto Meyer       | 1976 - 1977 |
| Agricultura y Pesca         | Estanislao Valdés Otero    | 1977 - 1978 |
| Agricultura y Pesca         | Luis Heriberto Meyer       | 1978        |
| Agricultura y Pesca         | Jorge León Otero           | 1978 - 1979 |
| Agricultura y Pesca         | Juan Carlos Cassou         | 1979 - 1981 |
| Agricultura y Pesca         | Félix Zubillaga            | 1981        |
| Trabajo y Seguridad Social  | José Etcheverry Stirling   | 1976 - 1979 |
| Trabajo y Seguridad Social  | Carlos Maeso               | 1979 - 1981 |
| Transporte y Obras Públicas | Eduardo Sampson            | 1976 - 1981 |
| Vivienda y Promoción Social | Ernesto Llovet             | 1976 - 1977 |
| Justicia                    | Fernando Bayardo Bengoa    | 1977 - 1981 |
| OPP                         | José Cardozo               | 1976 - 1978 |
| OPP                         | Pedro Aranco               | 1978 - 1981 |
| Secretaría de Presidencia   | Luis Vargas Garmendia      | 1976 - 1980 |
| Secretaría de Presidencia   | Enrique Ferri              | 1980 - 1981 |